# 榎本儀兵衛
榎本 儀兵衛（えのもと ぎへえ、1876年（明治9年）- 1935年（昭和10年）10月31日） は、日本の政治家。元稲城村長である。

## 来歴
坂浜に生まれる。20代の若さで助役に就任した。1924年（大正13年）に森円蔵の後を継いで村長に就任する。
11年の間村長を務め、元号は大正から昭和に変わった。1935年（昭和10年）10月31日、現役村長のまま死去。